# Geschützter Landschaftsbestandteil Kalkkuppe südlich Drosteknapp
Der Geschützte Landschaftsbestandteil Kalkkuppe südlich Drosteknapp mit einer Flächengröße von 0,53 ha liegt südwestlich von Rösenbeck im Stadtgebiet von Brilon. Das Gebiet wurde 2001 mit dem Landschaftsplan Hoppecketal durch den Kreistag des Hochsauerlandkreises als Geschützter Landschaftsbestandteil (LB) ausgewiesen. Der LB ist umgeben vom Landschaftsschutzgebiet Freiflächen Thülener Bruch / Schwarzes Haupt / Rösenbeck.

## Beschreibung
Der Landschaftsplan führt zum LB aus: „Das Objekt besteht aus zwei Felskuppen, die im Wesentlichen als flachgründiges Weidegrünland genutzt werden. Sie tragen einen spärlichen Gehölzbestand aus Buche, Weißdorn und Schlehe. Dieser entwickelt zwar nur eine geringe Fernwirkung, ist aber aufgrund der Standortbedingungen (und wohl auch durch Verbiss) besonders bizarr gewachsen. Zur Förderung des potenziell artenreichen Grünlandstandortes ist eine weitere extensive Nutzung sinnvoll; bei deren Aufgabe kommt jedoch auch die natürliche Sukzession in Frage, die hier auf Dauer zu artenreichen und zusätzlich landschaftsbildwirksamen Gehölzstadien führen wird.“

## Schutzzweck
Der Landschaftsplan dokumentiert zum Schutzzweck:
„Als geschützte Landschaftsbestandteile werden Teile von Natur und Landschaft festgesetzt, soweit ihr besonderer Schutz
a) zur Sicherstellung der Leistungsfähigkeit des Naturhaushaltes,
b) zur Belebung, Gliederung oder Pflege des Orts- und Landschaftsbildes oder
c) zur Abwehr schädlicher Einwirkungen
erforderlich ist. Der Schutz kann sich in bestimmten Gebieten auf den gesamten Bestand an Bäumen, Hecken oder anderen Landschaftsbestandteilen erstrecken.“
Zu Verboten ist im Landschaftsplan aufgeführt:
„Nach § 34 Abs. 4 LG ist die Beseitigung eines geschützten Landschaftsbestandteils sowie alle Handlungen, die zu einer Zerstörung, Beschädigung oder Veränderung des geschützten Landschaftsbestandteils führen können, verboten.“
Mit dem Landschaftsplan wurde das Gebot erlassen:
„Die Geschützten Landschaftsbestandteile sind durch geeignete Pflegemaßnahmen zu erhalten, solange der dafür erforderliche Aufwand in Abwägung mit ihrer jeweiligen Bedeutung für Natur und Landschaft gerechtfertigt ist.“